# Botanik

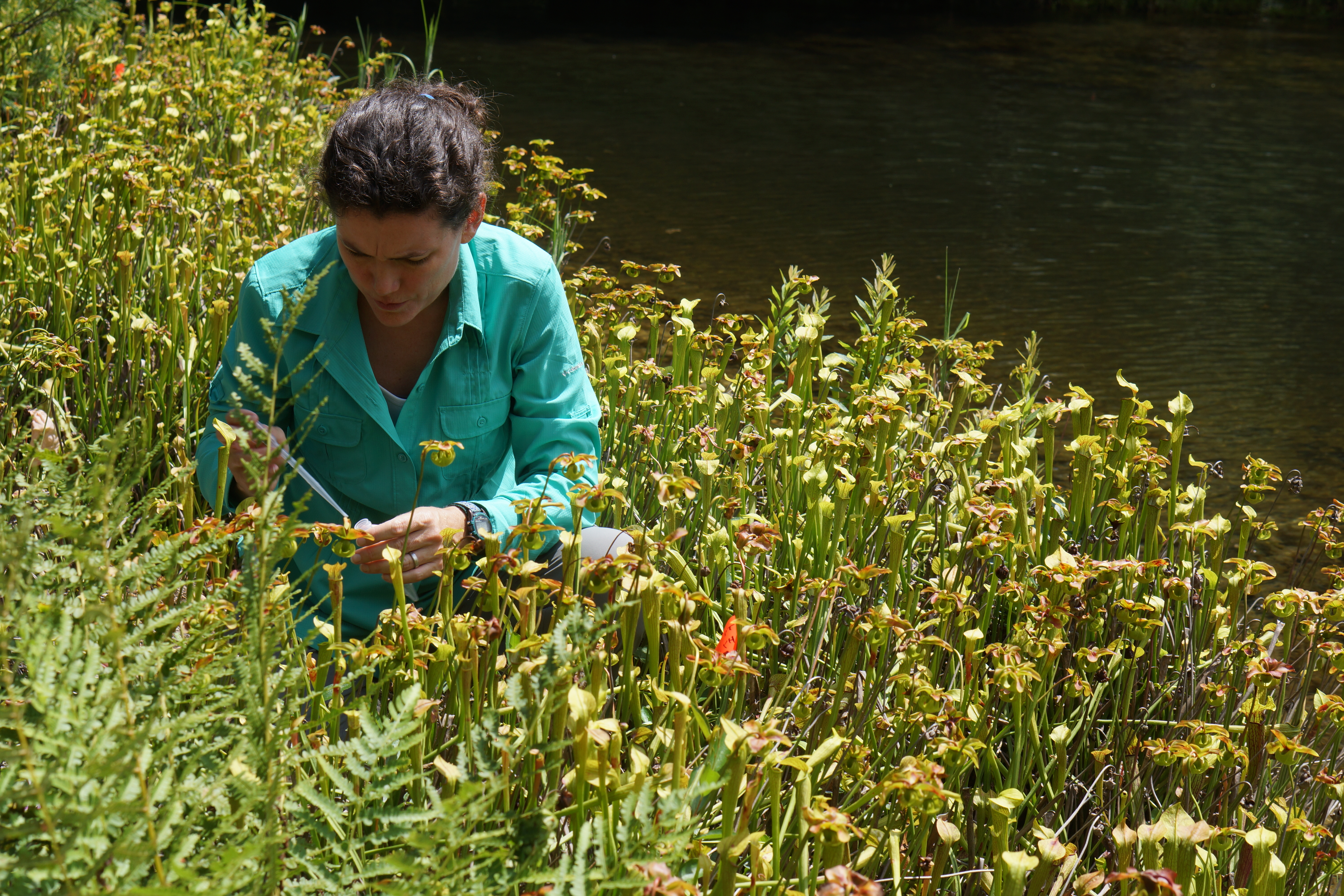
Botanička při práci v terénu

Květní diagram

Botanik je vědec zabývající se botanikou, studuje rostliny, včetně krytosemenných, mechů a mořských řas a to jak v terénu (in situ), tak v laboratoři (ex situ). Botanika je přírodní věda zkoumající flóru, tedy rostliny a vše, co s nimi souvisí. V rámci botaniky se rozlišují další specializovanější vědní obory.
Jedním z nejznámějších botaniků je Carl Linné, který položil základy binomické nomenklatury.
Botanikové se zaměřují zejména na:
- taxonomii rostlin
- ekologii rostlin
- chemickou biologii
  - fotosyntézu – proces měnící vzdušný oxid uhličitý a vodu na energeticky bohaté organické sloučeniny – cukry, za pomoci slunečního záření
  - apoptózu – jeden z hlavních typů programované buněčné smrti. Tento výzkum je důležitý pro výzkum léčby rakoviny.